# ميخائيل سوزا
ميخائيل سوزا (بالإنجليزية: Michael Souza)‏ (بالإيطالية: Mike Souza)‏ هو لاعب هوكي الجليد إيطالي وأمريكي، ولد في 28 يناير 1978 في ويكفيلد في الولايات المتحدة.

## وصلات خارجية
- ميخائيل سوزا على موقع دوري الهوكي الوطني (الإنجليزية)
- ميخائيل سوزا على موقع EliteProspects.com (الإنجليزية)
- ميخائيل سوزا على موقع Eurohockey.com (الإنجليزية)
- ميخائيل سوزا على موقع HockeyDB.com (الإنجليزية)